# Janusz Kożusznik
Janusz Kożusznik (ur. w 1951 w Bytomiu) – polski rysownik, satyryk i ilustrator.
Jest absolwentem Wydziału Mechaniczno-Energetycznego Politechniki Śląskiej w Gliwicach. Przez kilkanaście lat pracował jako projektant zakładów przeróbki węgla kamiennego i brunatnego w kraju.
Jako rysownik debiutował rysunkiem prasowym w 1999 w „Dobrym Humorze”. Jego rysunki drukowały m.in. „Puls Biznesu”, „Trybuna Śląska”, „Wieczór”, „Dziennik Zachodni”, a także prasa sportowa. Znają je także widzowie „Szkła kontaktowego” (TVN24), do którego narysował ponad 200 rysunków.